# Аничкин, Матвей Семёнович
Матвей Семёнович А́ничкин (настоящая фамилия Шнеур, род. 22 февраля 1951, Бердичев, Украина) — советский и российский музыкант, композитор, музыкальный продюсер. Один из участников и создателей рок-группы «Круиз».

## Биография и деятельность
Матвей Аничкин родился в городе Бердичеве. Окончил музыкальную школу по классу баяна, затем поступил в машиностроительный техникум, а на третьем курсе техникума — в Житомирское музыкальное училище на духовое отделение (класс трубы). Учась в техникуме, собрал джаз-роковую группу, где не только был музыкантом, но и пробовал свои силы как композитор и аранжировщик. Потом поступил в Ивано-Франковский музыкально-педагогический институт, но не окончил его по причине насыщенной гастрольной жизни с ансамблем «Джерела», где Аничкин был руководителем и музыкантом (труба, клавиши). На гастролях в Одессе познакомился с московским оркестром «Советская Песня», одним из руководителей которого был Алексей Мажуков, который пригласил Матвея работать в оркестре трубачом и аранжировщиком.
В 1974 году Аничкин решил собрать свой собственный эстрадный коллектив, который получил название «Молодые Голоса». В 1978 году решил усилить духовую секцию ансамбля и пригласил в него тромбониста Сергея Богданова из ВИА «Магистраль». (Существует также версия, что Аничкин попал в автомобильную катастрофу, в связи с чем часть участников «Молодых Голосов» ушла из ансамбля, временно оставшегося без руководителя, и потом пришлось набирать новых, но Аничкин эту версию отрицает). В дальнейшем в «Молодые Голоса» перешли и другие музыканты из ВИА «Магистраль», среди которых были Валерий Гаина, Александр Монин, Александр Кирницкий и Всеволод Королюк.
В сентябре 1978 года «Молодые Голоса» с успехом выступили на фестивале «Сочи-78», заняв там III место. В качестве награды коллективу разрешили записать несколько песен в студии фирмы «Мелодия» (миньон с этими записями вышел в свет в 1980 году). В 1979 году в ансамбль влился клавишник Сергей Сарычев. Ободренные успехом в Сочи, музыканты написали и поставили на сцене рок-оперу «Звёздный скиталец» в стиле арт-рок. Кроме того, участники группы стали самостоятельно сочинять песни, которые пользовались у публики большим успехом.
В 1980 году ансамбль принял участие в фестивале «Юность Балтики», на котором Матвей Аничкин получил первую премию за лучшую аранжировку диско-композиций.
К 1981 году Аничкин и Гаина решают сменить концепцию и название коллектива. Бывший ВИА «Молодые Голоса» становится рок-группой «Круиз». Создается новый репертуар, и Аничкин, поступивший к этому времени на режиссёрский факультет ГИТИСа, становится постановщиком программ и руководителем группы, а также соавтором многих песен. «Круиз» быстро становится одним из самых популярных хард-рок-коллективов в СССР. Состав группы часто меняется, Гаина экспериментирует с музыкальными стилями, и к началу 1987 года «Круиз» превращается в трио, исполняющее хеви-метал. С новым репертуаром группа также успешно гастролирует по стране и начинает выезжать на гастроли в Европу.
В 1986 году Аничкин помогает композитору Юрию Чернавскому в создании СПМ «Рекорд» при Минкульте СССР. Стилистические метаморфозы, происходящие с «Круизом», а также условия контракта с немецким отделением звукозаписывающей компании «WEA» оставляют Матвея Аничкина не у дел, и Юрий Чернавский в 1988 году приглашает его в СПМ «Рекорд» в качестве генерального директора и художественного руководителя.
В 1989 году возникает техно-проект «ЧЮМА» (Чернавский Юрий/Матвей Аничкин), результатом деятельности которого становится несколько записанных песен и видео.
В 1990 году Аничкин вместе с Чернавским уезжает на работу в ФРГ, где они основывают звукозаписывающую студию в английской зоне Берлина «Гатов».
В 1993 году Аничкин возвращается в Россию, но вскоре уезжает с семьёй в Нью-Йорк, а позже в Лос-Анджелес, где Чернавский создал компанию «LA 3D Motion», и становится менеджером этой компании, продюсирует западные группы.
В 1995—1996 годах Аничкин участвует в создании альбома группы «Чёрный Кофе» «Пьяная Луна». Альбом записывается в калифорнийской студии «USMP», Аничкин выступает в качестве продюсера альбома, музыканта и автора текстов некоторых песен. Также вместе с Чернавским Аничкин работает над программой Валерия Леонтьева «По дороге в Голливуд».
В 1997 году Матвей Аничкин возвращается в Москву в качестве продюсера бойз-бэнда «Тет-а-Тет», где вокалистом является Лев Грачев — сын Аничкина. В составе группы также выступают Ираклий Пирцхалава и Dino MC 47. В 1998 году выходит дебютный альбом группы «Помоги себе сам» («PolyGram»). Участники «Тет-а-Тет» и Матвей Аничкин открывают танцевальный колледж «Dance College», где занятия проводят сами участники бэнда. В 2002 году группа «Тет-а-Тет» прекращает своё существование, а «Dance College» присоединяется к досуговому центру «Арт-Академия» под руководством Олега Якимука.
В эти же годы Аничкин как продюсер работает с такими исполнителями, как Данко, Лада Дэнс, Ирина Салтыкова.
С 2000 по 2005 годы Аничкин продюсирует певицу Ариану.
С 2005 года — президент и член Совета директоров группы компаний «Монополия качества».
В настоящее время Матвей Аничкин тесно сотрудничает с Сашей Козулиным и является руководителем продюсерского центра «Bitrate School», а также имеет должность продюсера в Школе профессионального творческого развития Аллы Пугачёвой «Future Star». Продюсирует Никиту Преснякова.

## Музыка в библиотеках и базах данных
- Библус
- Библус
- Национальная библиотека Республики Молдова (недоступная ссылка)
- Национальная библиотека Республики Молдова (недоступная ссылка)